# Peking Express
Peking Express var ett samskandinaviskt realityprogram producerat för Kanal 5, TVNorge och en dansk kanal, visad 2007, där deltagarna fick tävla i att ta sig från Moskva via Sibirien till Peking på en mycket begränsad budget, normalt genom att lifta. En stor svårighet var språket, deltagarna kunde inte ryska eller kinesiska, och ryssar och kineser kan sällan något främmande språk. Deltagarna kom från Sverige, Norge och Danmark.
Programmet var baserat på ett likadant nederländskt program som också hette Peking Express och som gått sedan 2004. Det liknade i sin tur en amerikansk TV-serie, The Amazing Race, där deltagarna på en hyfsat stor budget ska ta sig till intressanta platser i olika delar av världen, med flyg och andra transportmedel.
Vinnaren blev Tyra Sjöstedt samt hennes partner Stefan Östergårde. Tyra driver en av Sveriges populäraste bloggar och är hösten 2012 aktuell med att delta i "Sommarspelet".